# Parafia wojskowa św. Zygmunta w Jarocinie
Parafia wojskowa Świętego Zygmunta w Jarocinie znajduje się w Dekanacie Sił Powietrznych Ordynariatu Polowego Wojska Polskiego (do 27-06-2011 roku parafia należała do Dekanatu Sił Powietrznych Północ). Jej proboszczem jest o. ppłk. Marek Janus OFM (franciszkanin). Obsługiwana przez Ojców Franciszkanów. Erygowana 21 stycznia 1993. Mieści się przy ulicy Wojska Polskiego.